# Mittelbiberach
Mittelbiberach è un comune tedesco di 4 441 abitanti situato nel land del Baden-Württemberg.